# Бургаський тролейбус
Бургаський тролейбус (болг. Тролейбуси в Бургас) — діюча в болгарському місті Бургасі тролейбусна система.
Експлуатуючою організацією мережі бургаського тролейбусу є Бургасбус ЕООД. 

## Історія
Тролейбусний рух у місті Бургасі було відкрито 25 вересня 1989 року. Станом на 2010 рік функціонує один маршрут: «Т» Центральная Гара — жк Меден Рудник. На кінець 2010-х парк машин нараховує 15 тролейбусів, у тому числі VOLVO B58 — 10 (б/в з Люцерна), Berna 4GTP — 5. Ще в 1990-х роках у Бургасі були у використанні тролейбуси ЗіУ.
З травня 2014 на маршрутах працюють головним чином нові тролейбуси Škoda 26Tr Solaris (перша партія - 12 машин). Найстаріші з тролейбусів — Berna — зняті з маршрутів. Повна заміна відбулася у вересні 2014

## Маршрут
Єдина лінія бургаського тролейбуса, що використовується у теперішній час (2-а половина 2000-х років), пролягає від центру (від вокзалу) по бульвару Іван Вазов, вулицею Індустріальною, бульварами Чаталджа і Тодор Грудов, вулицею Повстанською (болг. Въстаническа) до жк (мікрорайону) Меден Рудник. 
З 2014  діють два маршрути:
- Т1: Меден Рудник — бульвар Иван Вазов — бульвар Сан Стефано — бульвар Мария Луиза
- Т2: Меден Рудник — ул. Булаир — бульвар Демократия — Стефан Стамболов — Сан Стефано — Христо Ботев

Також у місті багато невикористовуваної контактної мережі. Зокрема, існують лінії на жк Меден Рудник від існуючого кільця до бульвару Тодор Грудов. Лінія по бульвару Тодор Александров, від вулиці Спортивної (болг. Спортна) до використовуваної лінії по бульвару Чаталджа демонтована в 2010 році.
У 2011 році було прокладено нову лінію контактної мережі по вул. Булаір, Цар Петр, Христо Ботєв, бул. Демократії, Сан Стефано. По цій лінії пролягає маршрут Т2 (109) від жк Меден Рудник з кільцевим рухом в центральній частині міста. 
У зв'язку з будівництвом транспортної розв'язки Бургас-Созополь-Средець на перехресті бульварів Тодора Грудова та Тодора Александрова рух тролейбусів тимчасово призупинено, маршрутний рух виконують автобуси маршрутів 109 та 209.

## Галерея

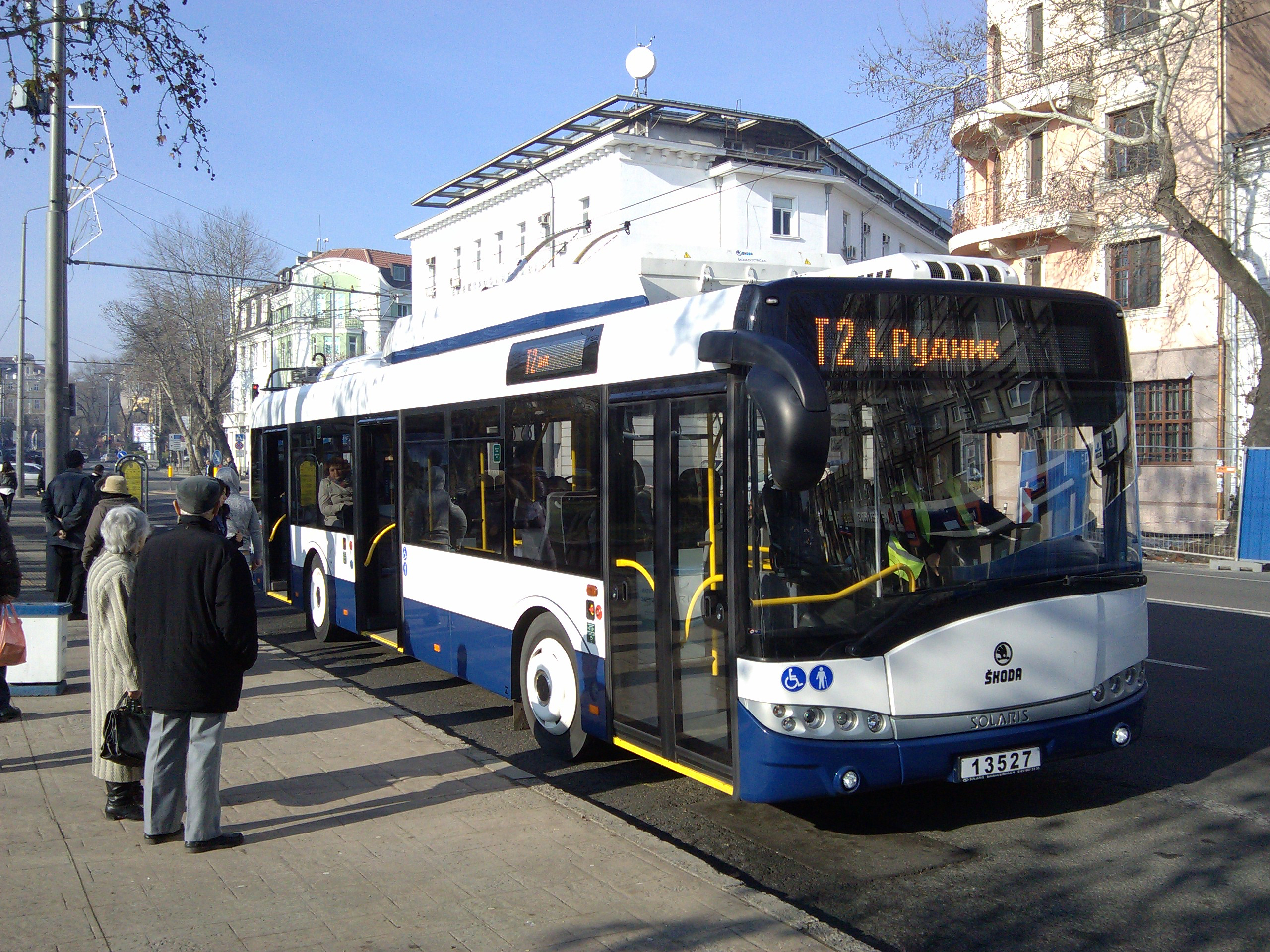
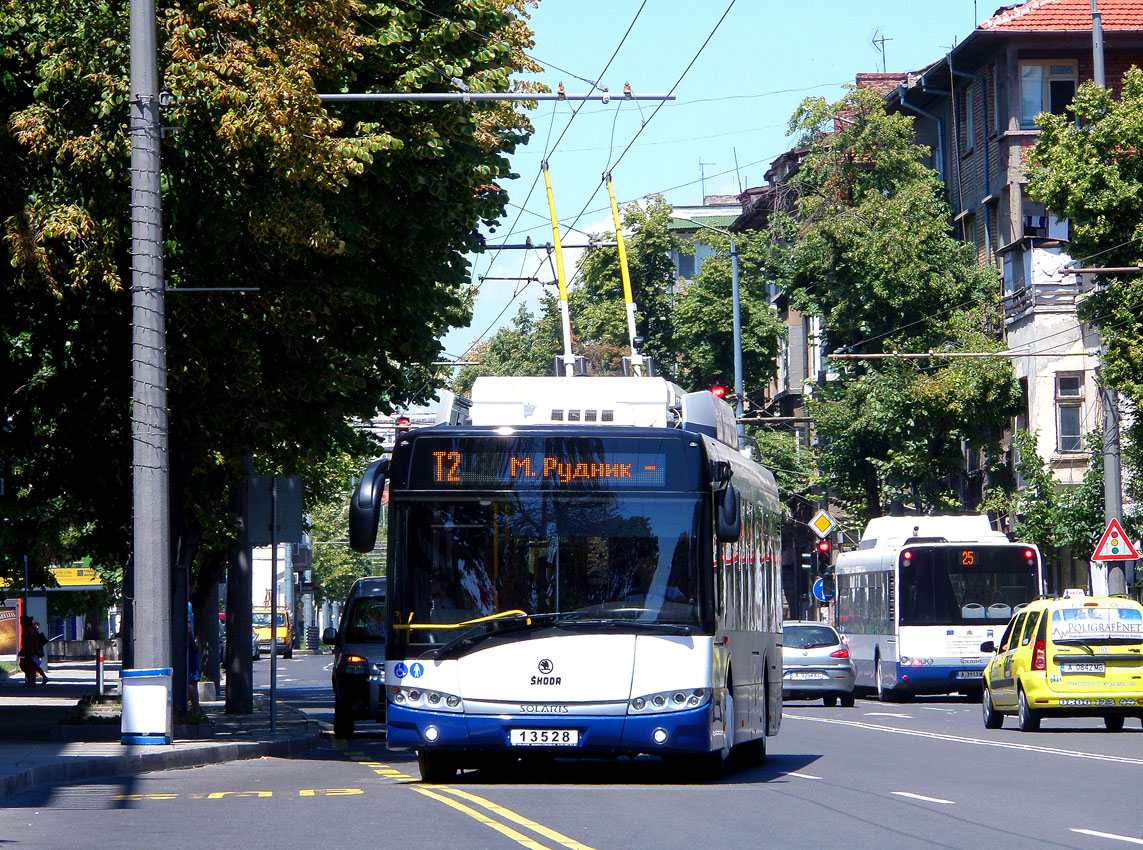
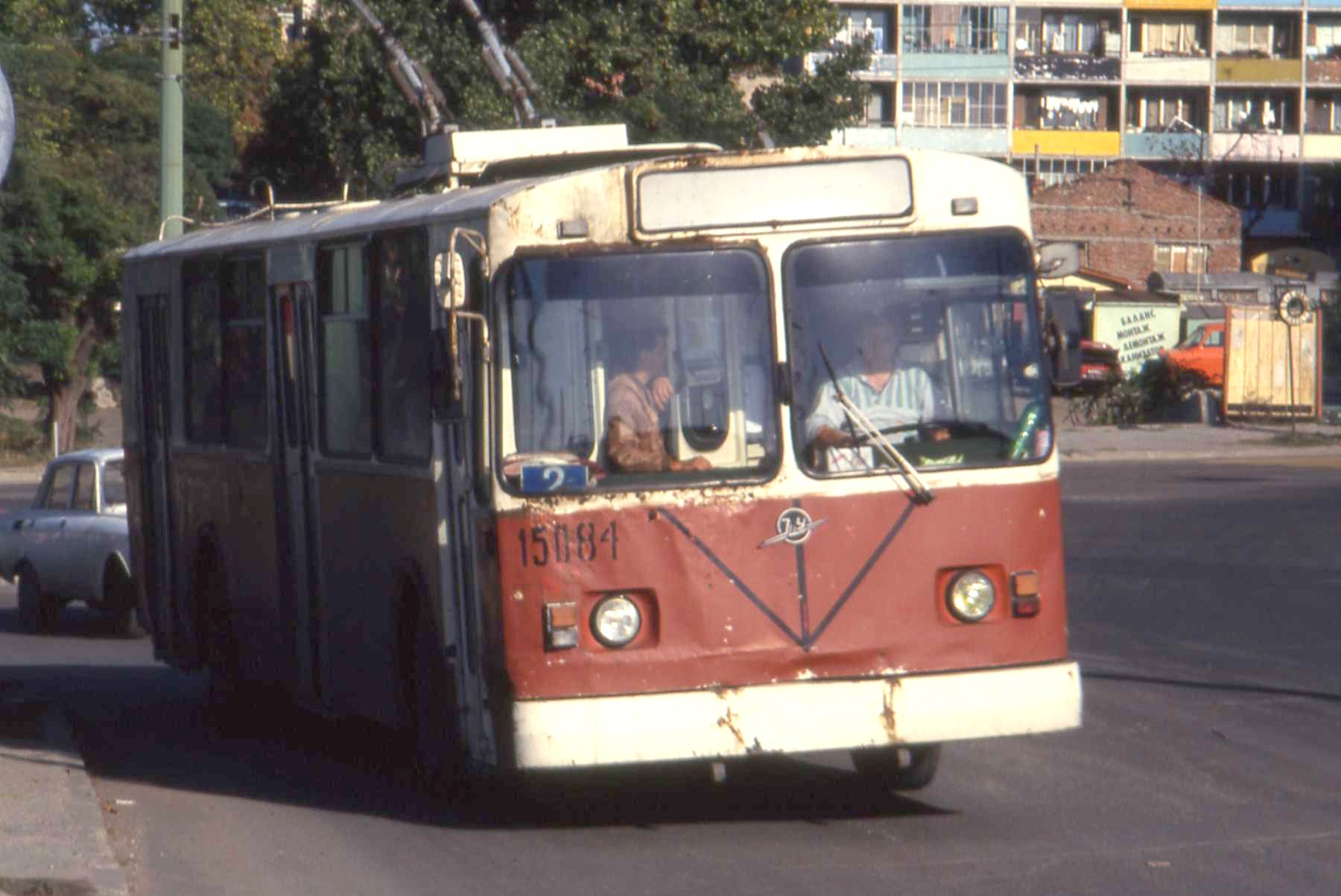
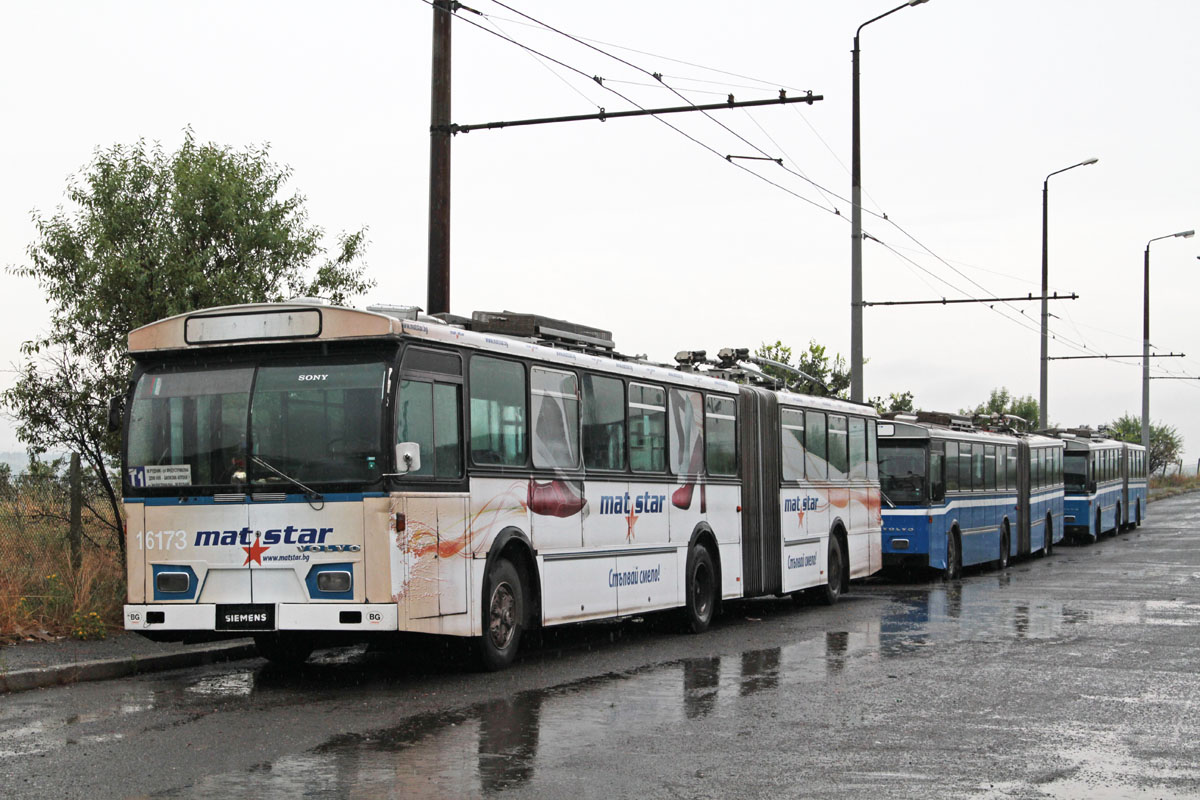
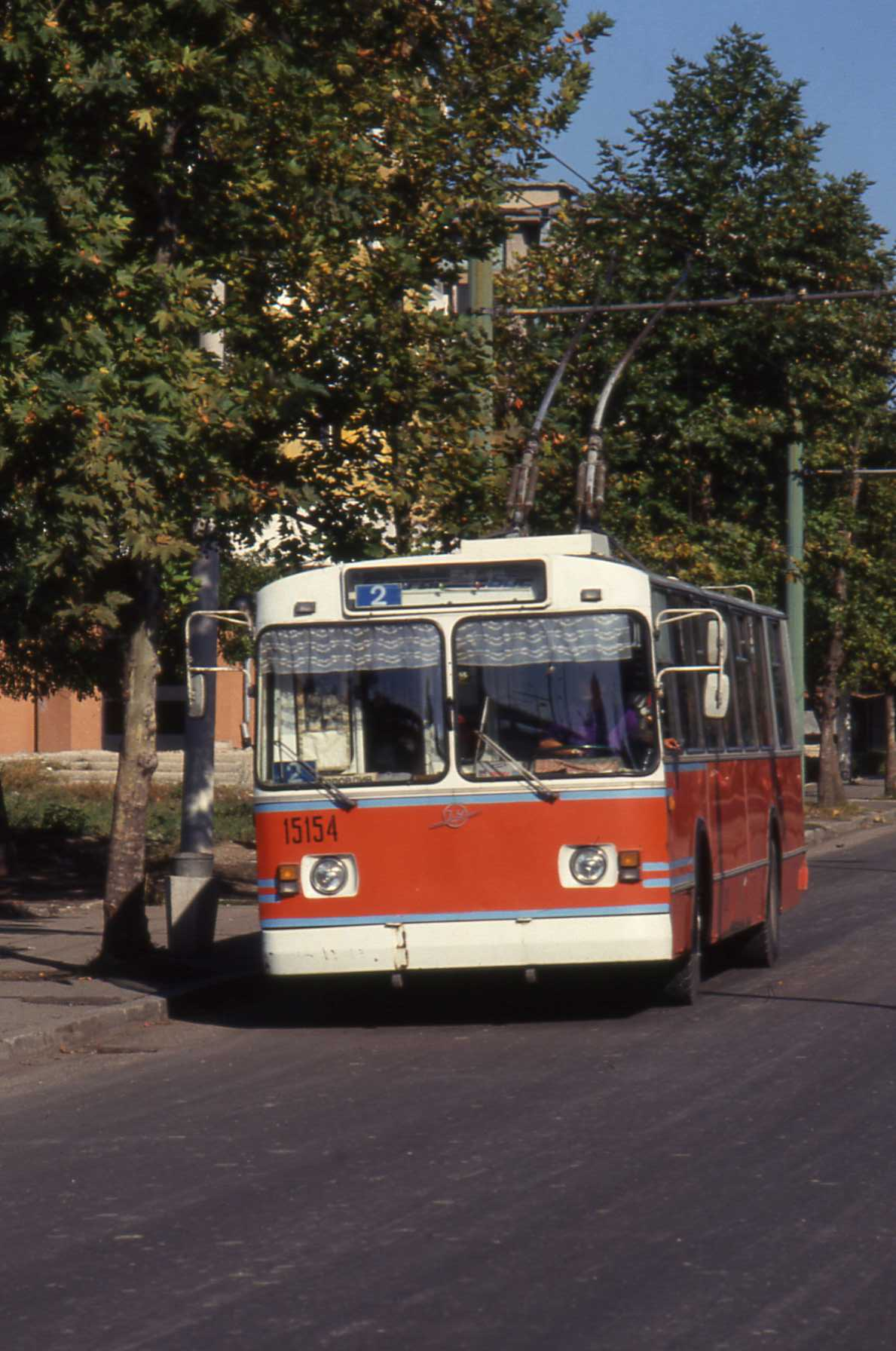
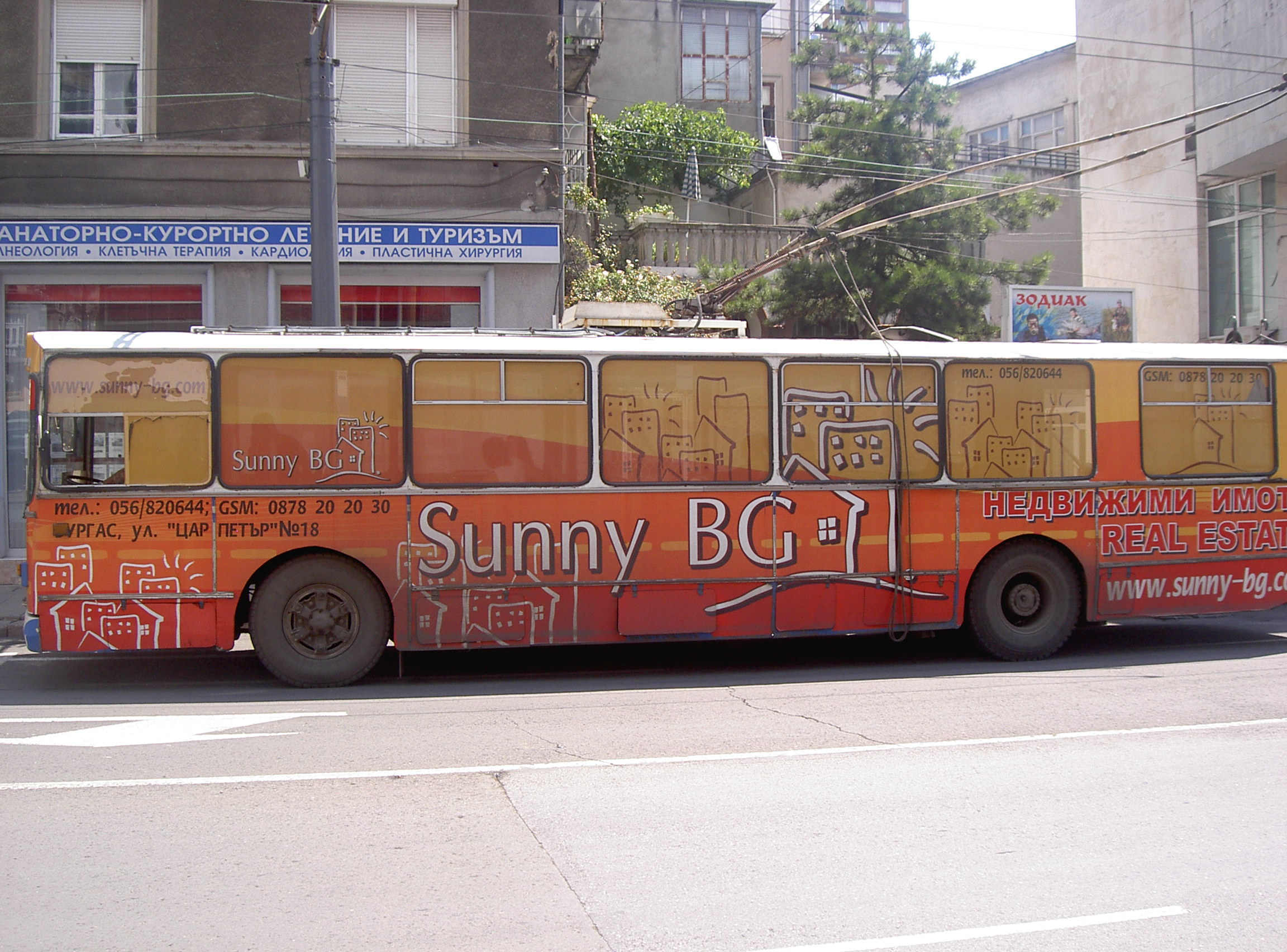
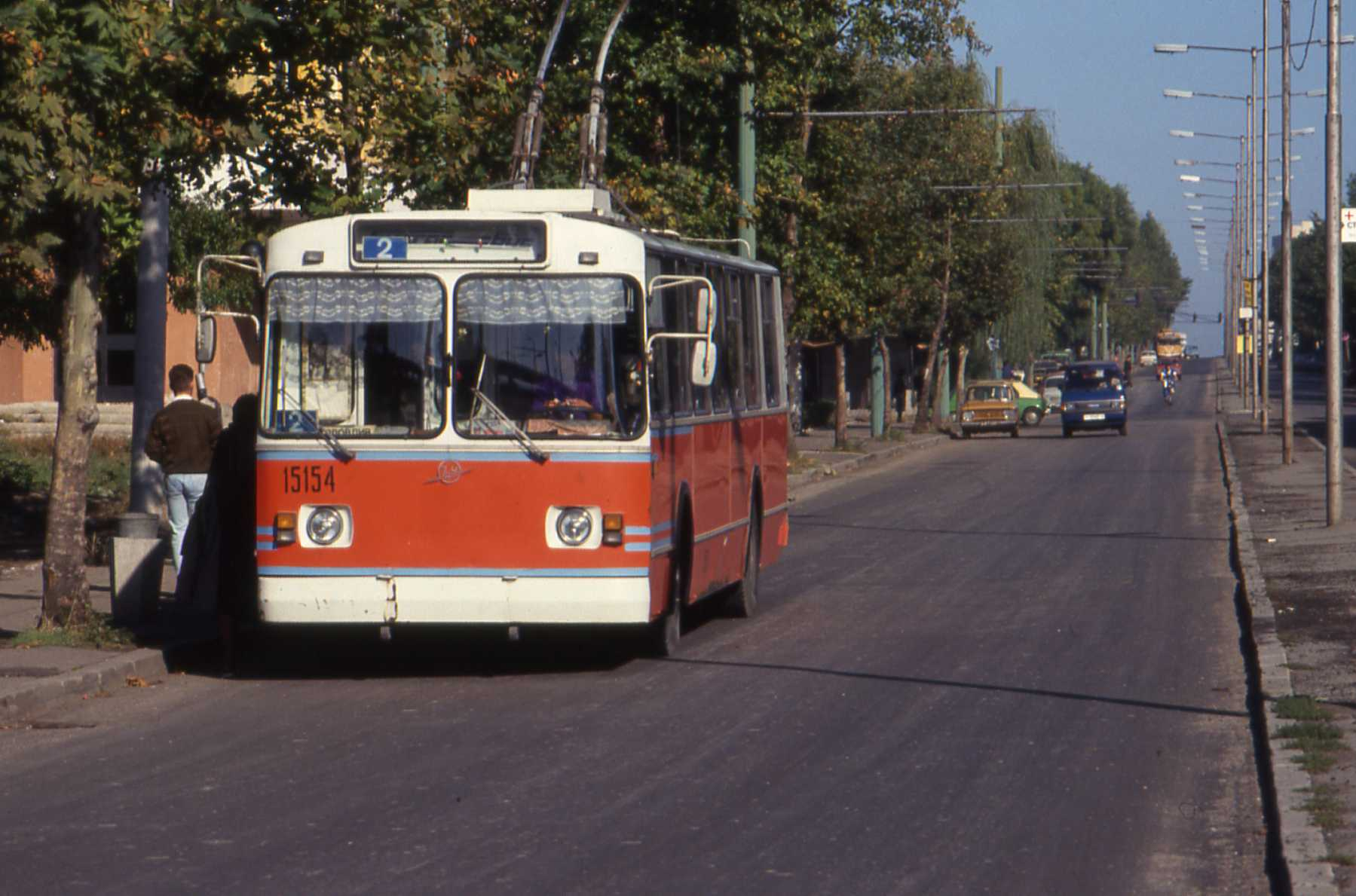
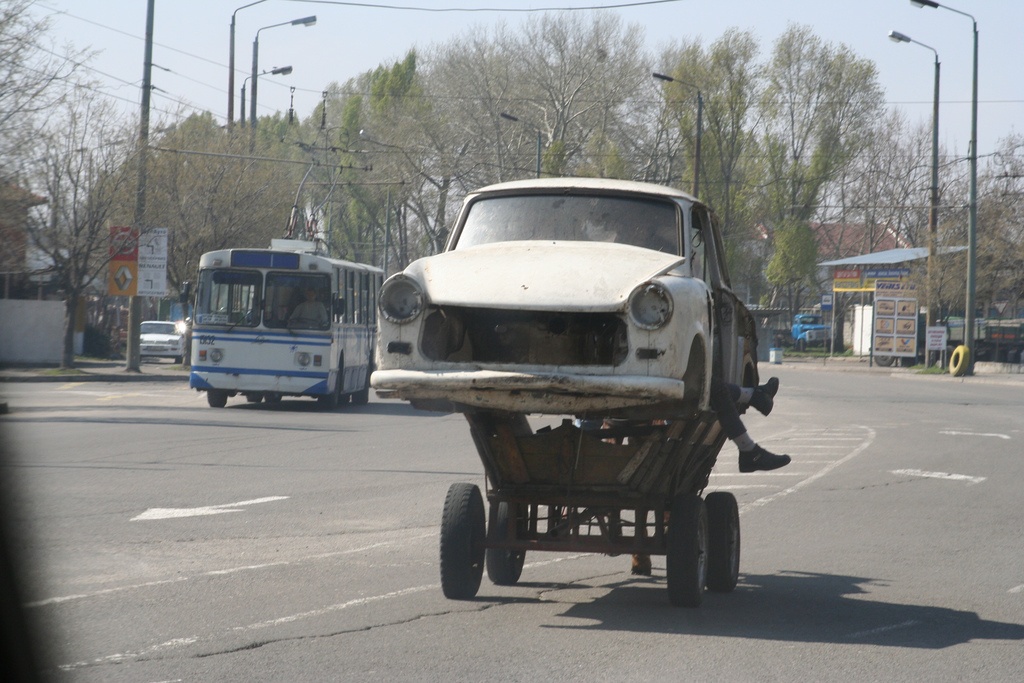